# Diocese de Cuauhtémoc-Madera
A Diocese de Cuauhtémoc-Madera (em latim: Dioecesis Cuauhtemocensis-Materiensis) é uma diocese da Igreja Católica localizada no município de Ciudad Cuauhtémoc, no estado de Chihuahua, pertencente a Arquidiocese de Chihuahua no México. Foi fundada em 25 de abril de 1966 pelo Papa Paulo VI como Prelazia Territorial de Madera. Com uma população católica de 378.762 habitantes, sendo 86,8% da população total, possui 29 paróquias com dados de 2021.

## História
Em 25 de abril de 1966 o Papa Paulo VI cria a Prelazia Territorial de Madera através dos territórios da Arquidiocese de Chihuahua, Diocese de Ciudad Juárez  e da Diocese de Ciudad Obregón. Em 1982 a Prelazia perde território para a formação da Diocese de Ciudad Obregón. Em 1995 Prelazia Territorial de Madera é elevada a diocese tendo seu nome alterado para Diocese de Cuauhtémoc-Madera.

## Lista de bispos
A seguir uma lista de bispos desde a criação da diocese em 1957.
|                                        | Nome                                   | Período                                | Notas                                  |
| Bispos de Diocese de Cuauhtémoc-Madera | Bispos de Diocese de Cuauhtémoc-Madera | Bispos de Diocese de Cuauhtémoc-Madera | Bispos de Diocese de Cuauhtémoc-Madera |
| -------------------------------------- | -------------------------------------- | -------------------------------------- | -------------------------------------- |
| 2º                                     | Jesús Omar Alemán Chávez               | 2022 - atual                           |                                        |
| 1º                                     | Juan Guillermo López Soto              | 1995 - 2021                            | Faleceu no cargo                       |
| Prelados de Madera                     |                                        |                                        |                                        |
| 2º                                     | Renato Ascencio León                   | 1988 - 1994                            | Nomeado bispo de Ciudad Juárez         |
| 1º                                     | Justo Goizueta Gridilla, O.A.R.        | 1970 - 1988                            |                                        |
| Administrador apostólico de Madera     |                                        |                                        |                                        |
| 1º                                     | Justo Goizueta Gridilla, O.A.R.        | 1967 - 1970                            | Nomeado prelado dessa diocese.         |